# Dusk... and Her Embrace
Dusk... and Her Embrace is de derde muzikale uitgave en het tweede volledige album van Cradle Of Filth. De cd bevat black metal, symfonische black metal en gothic metal. Het label is Music For Nations.
Dusk... And Her Embrace is vrijwel volledig opgebouwd rondom het thema vampirisme en de teksten gaan over romantiek, erotiek, de dood en de strijd tussengoed en kwaad. Het wordt door velen gezien als het beste album van Cradle of Filth. Het outronummer "Haunted Shores" is ingesproken door Venom zanger Cronos.

## Nummers
- "Humana Inspired to Nightmare" – 1:23
- "Heaven Torn Asunder" – 7:04
- "Funeral in Carpathia" – 8:24
- "A Gothic Romance (Red Roses for the Devil's Whore)" – 8:35
- "Malice Through the Looking Glass" – 5:30
- "Dusk and Her Embrace" – 6:09
- "The Graveyard by Moonlight" – 2:28
- "Beauty Slept in Sodom" – 6:32
- "Haunted Shores" – 7:04

Nadat de verkoop van het album terug begon te lopen, bracht Cradle of Filth het album opnieuw uit, in een speciale deluxe versie met een doodskist, in plaats van een jewelcase. Hierop staan naast bovenstaande nummers ook het gitaar- en drumloze "Camilla's Mask" en "Hell Awaits", een cover van Slayer.

## Bandleden
- Dani Filth - Zanger
- Stuart Antsis - Gitaar
- Damien Gregori - Keyboard
- Robin Eaglestone - Bass
- Nicholas Barker - Drums
- Gian Pyres - Gitaar

## Dusk... And Her Embrace - The Original Sin
Het album Dusk... And Her Embrace was voor de release al een keer eerder opgenomen met een andere leadgitarist, bassist en toetsenist en een andere volgorde van de nummers en hier en daar andere teksten. Dit album is 20 jaar na Dusk... And Her Embrace op 8 juli 2016 alsnog uitgebracht door Cacophonous Records, onder de titel Dusk... And Her Embrace - The Original Sin